# Назаренко Василь Мойсейович
Василь Мойсейович Назаренко — праведник народів світу, разом з родиною допомагали єврейській родині Ядушліверів під час Німецько-радянської війни.

## Життєпис
Фермери Мойсей Назаренко та його дружина Лукерія жили в селі Війтівці, Липовецького району Вінницької області, мали трьох дітей: дочок Надію та Єфросинію, та сина Василя. Батьки працювали в колгоспі, Єфросинія навчалась в Київському педагогічному інституті, Василь навчався у школі. Родина була дуже бідною: одна кімната, одна пічка, одна глиняна миска на всю родину та кілька дерев'яних ложок. В домі не було ані електрики, ані радіо.
На початку Німецько-радянської війни, село опинилося в тилу, родина Назаренків та їхні сусіди допомагали багатьом євреям, які проходили через село та просили їсти.
Навчання під час війни не було. Єфросинія закінчила другий курс, залишила інститут та повернулася додому. Василю виповнилося 11 років, він встиг закінчити четвертий клас та також залишився вдома. Діти працювали разом із батьками у селі, у колгоспі.
У другій половині серпня 1941 року село опинилося під німецькою окупацією.
У серпні 1941 до родини Назаренків прийшла жінка, попросилася переночувати, це була Етя Ядушлівер з містечка Жорнище Вінницької області. Вона побачила, що родина Назаренків була дуже бідною, одягу майже не було, діти ходили в руб'ї. Оскільки Етя була швачкою, вона запропонувала перелицювати старий одяг для дітей, і так залишилась у Назаренків.
Згодом вона попросила про допомогу її дочці — Беті. Вони з дочкою йшли окупованою територією, щоб перейти через лінію фронту та це їм не вдалося, Бетю схопили та забрали до гетто у Немирові.
Етя надала опис дочки. Єфросинія знала німецьку та Немирів, оскільки колись там навчалася, та зголосилася відшукати Бетю. О шостій ранку вона пішла разом із двоюрідною сестрою Марією з села за 20 км, до Немирова. Євреїв з Немировського гетто тоді виганяли на дорожні роботи, вони ремонтували дороги. Єфросинія ходила поміж них, знайшла схожу на опис дівчину. Полями та лісами вони повернулись до села о шостій вечора.
Переховували матір та дочку в різних місцях, ніхто з сусідів про це не знав. То на горищі, то у підвалі, один раз, під час чергової облави, вони ховались у полі, у копиці сіна приблизно два тижні. Якщо хтось ішов, вони ховалися в річці, та в бур'янах біля неї. Підліток Василь носив їм їжу обхідними шляхами.
Лінія фронту змінювалась кілька разів до 22 квітня 1944 року. Перший раз село звільнили в січні 1944 року, тоді Етя та Бетя покинули родину Назаренків, відступили разом із радянськими військами. Єврейська родина залишилась з родиною Назаренків на 2,5 року: з середини серпня 1941 року до 7 січня 1944 року.
Контакти Назаренків та Ядушліверів поновилися вже після війни, у 1945—1946. Етя та Бетя мешкали у Вінниці, де старша дочка Еті Клавдія, яка була капітаном радянської армії, допомогла їм знайти помешкання в комунальній квартирі.
Василь Назаренко після закінчення сільської школи навчався у Львівському залізничному технікумі і працював бригадиром з ремонту колій на залізничній станції в місті Шепетівка. Згодом він закінчив Одеське вище військове об'єднане командно-інженерне училище протиповітряної оборони і служив командиром зенітно-ракетного навчального полку на Далекому Сході.
У 1985 році він пішов у відставку і повернувся з родиною в Україну. Станом на 2021 Василь Назаренко проживає в Києві разом із дружиною.
Ядушлівери згодом переїхали жити до Німеччини.
Протягом багатьох років вони підтримували зв'язок з родиною Назаренків.

## Відзнаки
2 січня 1995 року Яд Вашем нагородив Мойсея і Лукерію Назаренко і їхніх дітей: Єфросинію, Надію і Василя почесним званням «Праведник народів світу».

## Пам'ять
У 2017 році члени родини Василя Назаренка стали героями першої із серій документального фільму «Слово Праведника», який розповідає про українців, які рятували євреїв під час Другої світової війни.